# Passatinversion
Die Passatinversion ist eine dauerhaft ausgeprägte, großräumige, stabile Absinkinversion von den Wendekreisen (subtropischer Hochdruckgürtel) bis zur ITC (Innertropische Konvergenzzone), wo sie wiederum durch die zunehmende Temperatur sowie die Aufnahme von Wasserdampf durchbrochen wird.

## Entstehung und Ausprägung
In einer Höhe von etwa 1000 bis 1500 m sind die aufsteigenden Luftmassen aus der Passatgrundschicht kühler als die absteigende Luft aus der Passatoberschicht. In der Passatinversion nimmt im Gegensatz zur normalen Temperaturabnahme mit der Höhe die Temperatur nach oben hin zu. Sie ist nur wenige 100 m hoch.
Die Temperaturinversion ist zunächst erstaunlich, denn die aufsteigende Luft wurde erst kürzlich durch Einstrahlung am Boden erwärmt, während die absinkende Luft seit ihrer Erwärmung am Boden schon lange „unterwegs“ ist und abkühlen konnte. Dass sie dennoch wärmer ist, kann nur mit ihrer tropischen Herkunft erklärt werden. Weiterhin hatte sich die aufsteigende Luft in den Tropen beim Aufsteigen feuchtadiabatisch abgekühlt, sich abgeregntet und während des Absinkens trockenadiabatisch erwärmt, also hat sie sich während des Absinkens stärker erwärmt als sie sich während des Aufsteigens abgekühlt hatte.

## Folgen
Die Inversion verhindert das weitere Aufsteigen der Luft der Passatgrundschicht, denn Luftmassen steigen i. A. nur dann auf, wenn sie wärmer sind (und damit eine geringere Dichte haben) als die sie umgebende Luft (oder wenn sie durch Wind und Relief dazu gezwungen werden). Das ist aber in der Inversion gerade nicht gegeben.
So wird verhindert, dass sich hochreichende Wolken bilden, welche die Voraussetzung für Regen wären. Folge der Passatinversion sind also wolkenfreie Gebiete oder Gebiete mit nur geringer flacher Wolkenbildung, den sogenannten Passatwolken, und nur äußerst seltene Regenfälle.
Die Ausbildung der größten Sandwüste der Erde, der Sahara, ist mithin u. a. eine Folge der Passatinversion.